# 彦狭知命
彦狭知命（ひこさちのみこと/ひこさしりのみこと）は、日本神話に登場する神。

## 概要
『日本書紀』では彦狭知神と表記される。神名について、ヒコを「すぐれた男子」、サチを「鉄の矢」の意味と解する説がある。
『日本書紀』巻第二の神代下第九段の第二の一書で父の手置帆負神と共に登場し、作盾者（たてぬい）としたことが記される。『古語拾遺』の神代段でも父と共に登場し、天御量を使って大小の峡谷の木を伐採して瑞殿を造営し、御笠・矛・盾を制作したとされる。同書の神武天皇段にも再び父と共に登場し、太玉命の孫・天富命に率いられて山から木を伐採して、神武天皇の正殿を造営した。また、その後裔は紀伊国名草郡の御木・麁香二郷にいるとされる。『先代旧事本紀』「天皇本紀」では『古語拾遺』と同様の内容を伝える。